# Chi Puppis
Chi Puppis (χ Puppis, förkortat Chi Pup, χ Pup)  som är stjärnans Bayerbeteckning, är en ensam stjärna belägen i den mellersta delen av stjärnbilden Akterskeppet. Den har en skenbar magnitud på 4,79 och är synlig för blotta ögat där ljusföroreningar ej förekommer. Baserat på parallaxmätning inom Hipparcosuppdraget på ca 2,7 mas, beräknas den befinna sig på ett avstånd på ca 1 210 ljusår (ca 370 parsek) från solen.

## Nomenklatur
I sin stjärnatlas Neue Uranometrie benämnde Friedrich Wilhelm Argelander denna stjärna som χ Argo. Den var antagligen märkt som χ av Bayer i den ursprungliga Uranometria, även om Bayers diagram är lite osäkert. Nicolas-Louis de Lacaille ändrade Bayers beteckningar i Argo Navis och tillämpade χ på stjärnan nu kallad χ Carinae.

## Egenskaper
Chi Puppis  är en blå till vit ljusstark jättestjärna av spektralklass A5 II. Den har en radie som är ca 20 gånger större än solens och utsänder från dess fotosfär ca 1 420 gånger mera energi än solen vid en effektiv temperatur på ca 7 800 K.